# Songlou
Songlou (kinesiska: 宋楼镇, 宋楼) är en köping i Kina. Den ligger i provinsen Shandong, i den östra delen av landet, omkring 99 kilometer väster om provinshuvudstaden Jinan. Antalet invånare är 30 811. Befolkningen består av 15 263 kvinnor och 15 548 män. Barn under 15 år utgör 17,0 %, vuxna 15-64 år 73 %, och äldre över 65 år 9,0 %.
Genomsnittlig årsnederbörd är 687 millimeter. Den regnigaste månaden är juli, med i genomsnitt 248 mm nederbörd, och den torraste är januari, med 4 mm nederbörd.